# Amata croceizona
Amata croceizona är en fjärilsart som beskrevs av George Francis Hampson 1910. Amata croceizona ingår i släktet Amata och familjen björnspinnare. Inga underarter finns listade i Catalogue of Life.

## Bildgalleri

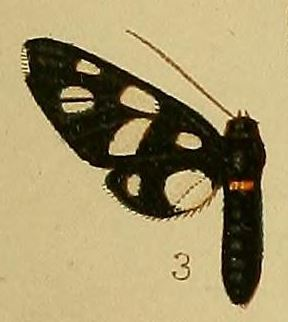